# Alba Torrens
Alba Torrens Salom (ur. 30 sierpnia 1989 w Binissalem) – hiszpańska koszykarka występująca na pozycji środkowej, mistrzyni Europy, wicemistrzyni olimpijska oraz mistrzostw świata, obecnie zawodniczka UMMC Jekaterynburg.

## Osiągnięcia
Stan na 15 kwietnia 2021, na podstawie, o ile nie zaznaczono inaczej.

### Drużynowe
- Mistrzyni:
  - Euroligi (2011, 2014, 2016, 2018, 2019)[5]
  - Hiszpanii (2011)[5]
  - Turcji (2014)[6]
  - Rosji (2015–2020)[7][8]
- Wicemistrzyni:
  - Euroligi (2015)
  - Hiszpanii (2010)
  - Turcji (2012, 2013)
- Brąz Euroligi (2017)
- Zdobywczyni:
  - Superpucharu:
    - Europy (2011, 2016, 2018, 2019)
    - Turcji (2011)

  - pucharu:
    - Turcji (2012, 2013, 2014)
    - Rosji (2015, 2017, 2019)[7]
- Finalistka pucharu:
  - Superpucharu Europy (2015)
  - Hiszpanii (2010)
  - Prezydenta Turcji (2012, 2013)
  - Rosji (2020)

### Indywidualne
(* – nagrody przyznane przez portal eurobasket.com)
- Koszykarka Roku FIBA Europe (2011, 2014)
- Młoda Koszykarka Roku FIBA Europe (2009)
- MVP Final Four Euroligi (2011, 2014)
- Najlepsza nowo przybyła zawodniczka hiszpańskiej ligi LFB (2007)*[9]
- Zaliczona do:
  - I składu*:
    - ligi tureckiej (2014)[6]
    - rosyjskiej ligi PBL (2016)[8]
    - najlepszych:
      - nowo przybyłych zawodniczek LFB (2007)[9]
      - zawodniczek krajowych LFB (2010, 2011)[5][10]

  - II składu:
    - Euroligi (2021)[11]
    - LFB (2011)*[5]
    - rosyjskiej ligi PBL (2015)*[7]

### Reprezentacja
Drużynowe
- Mistrzyni:
  - Europy (2013, 2017)
  - Europy U–16 (2004, 2005)
  - Europy U–18 (2006)
- Wicemistrzyni:
  - świata (2014)
  - olimpijska (2016)
  - Europy U–18 (2007)
  - Europy U–20 (2009)
- Brązowa medalistka:
  - mistrzostw świata (2010)
  - Eurobasketu (2009, 2015)
- Uczestniczka:
  - igrzysk olimpijskich (2008 – 5. miejsce, 2016, 2024 – 5. miejsce[12])
  - mistrzostw świata U–19 (2007 – 4. miejsce)

Indywidualne
- MVP mistrzostw Europy:
  - 2017
  - U–16 (2004)
  - U–20 (2009)
- Zaliczona do I składu mistrzostw:
  - Europy (2013, 2015, 2017)
  - świata (2014)
- Liderka:
  - strzelczyń Eurobasketu (2015 – 19,7)[13]
  - Eurobasketu w skuteczności rzutów wolnych (2011 – 92,3%)[14]